# Wężówka amerykańska
Wężówka amerykańska (Anhinga anhinga) – gatunek dużego ptaka z rodziny wężówek (Anhingidae), zamieszkujący południowo-wschodnią i południową część Ameryki Północnej oraz Amerykę Południową po północną Argentynę. Nie jest zagrożony.

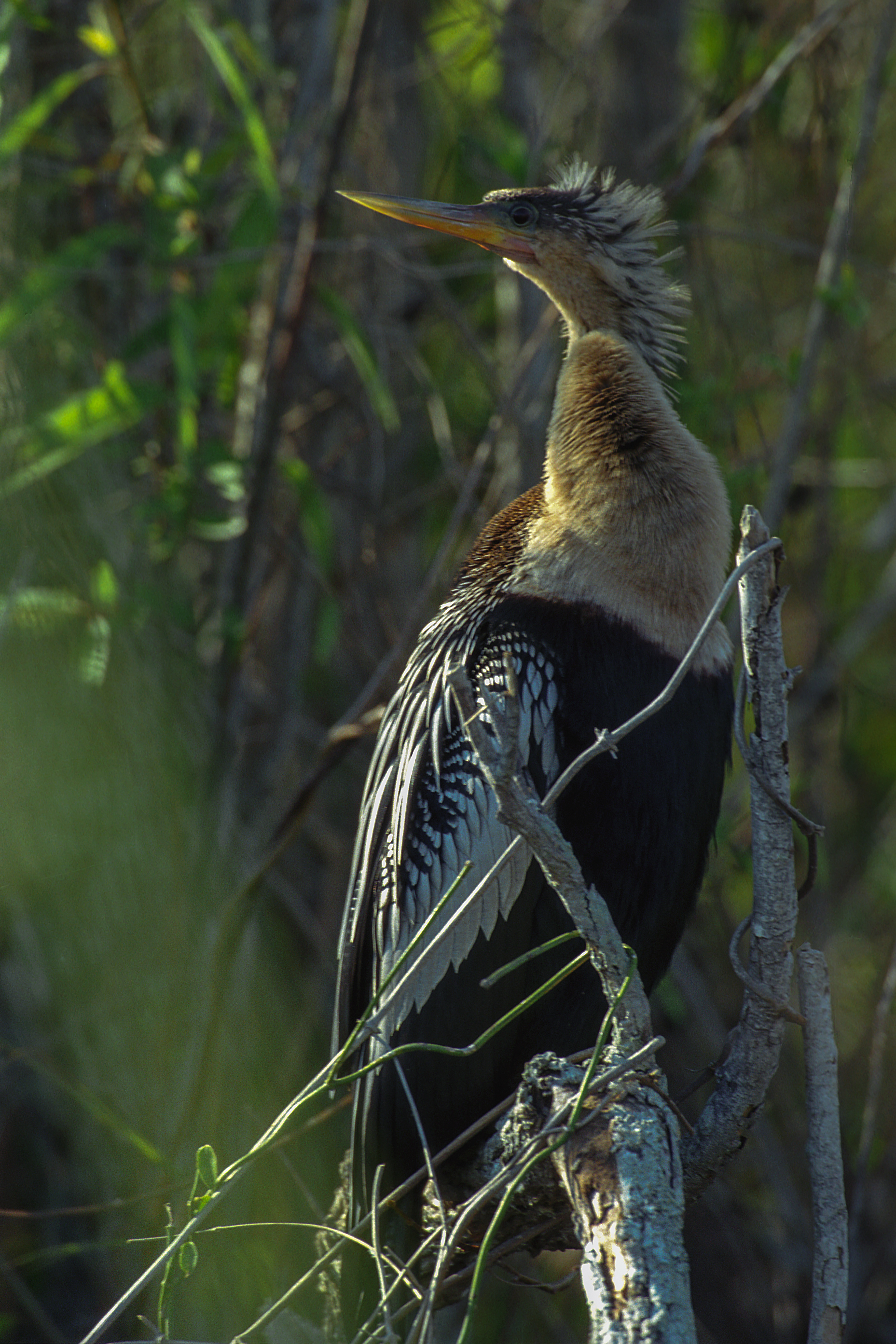
Samica wężówki amerykańskiej – bagna Everglades

WyglądDługość ciała 81–91 cm, rozpiętość skrzydeł około 120 cm; masa ciała około 820–1350 g. Głowa mała, szyja i ogon długi; dziób sztyletowaty, służy do nabijania ryb. Pióra czarne. Samiec – czarny z białymi piórami na grzbiecie i skrzydłach; dziób żółty. Samica – płowa głowa, szyja i pierś, na czarnym tułowiu widoczne białe pióra.
Podgatunki i zasięg występowaniaWyróżnia się dwa podgatunki A. anhinga:
- A. a. leucogaster (Vieillot, 1816) – południowo-wschodnie USA, zachodni i wschodni Meksyk do Kolumbii, Kuba
- A. a. anhinga (Linnaeus, 1766) – Trynidad i Tobago, Kolumbia na południe do Ekwadoru oraz na wschód od Andów po północną Argentynę

ŚrodowiskoBagna, leśne jeziora, rzeki.
ZachowanieW locie ma wyciągniętą szyję. Skrzydłami uderza nierytmicznie, często widywana w locie ślizgowym; potrafi krążąc wznieść się na dużą wysokość. Kiedy pływa, nad wodę wystaje często jedynie głowa i szyja.
StatusMiędzynarodowa Unia Ochrony Przyrody (IUCN) uznaje wężówkę amerykańską za gatunek najmniejszej troski (LC, Least Concern). W 2017 roku organizacja Partners in Flight szacowała liczebność światowej populacji lęgowej na około 83 tysiące osobników. Globalny trend liczebności uznawany jest za spadkowy, choć w przypadku niektórych populacji nie jest on znany, a w Ameryce Północnej liczebność tego gatunku powoli rośnie.